# Chinedu Ede
Chinedu Ede (* 5. Februar 1987 in Berlin) ist ein ehemaliger deutscher Fußballspieler. Zuletzt spielte er bei der VSG Altglienicke.

## Herkunft
Ede wuchs in Berlin-Wedding als Sohn eines nigerianischen Vaters und einer deutschen Mutter auf. Sein Vater war mit zehn Jahren nach Deutschland gekommen und ist Diplomingenieur; seine Mutter ist Lehrerin.

## Karriere
Der Stürmer begann 1993 beim Berliner AK 07 mit dem Fußballspielen und ging dann 1998 zu den Reinickendorfer Füchsen. Laut eigener Aussage wechselte er 1998 in die Jugendabteilung von Hertha BSC. In der Saison 2006/07 kam er in den Profi-Kader von Hertha. Sein Pflichtspieldebüt gab Ede am 16. Juli 2006 im UI-Cup gegen den FK Moskau, als er in der 84. Minute eingewechselt wurde.
Am 18. November 2006 spielte er im Spiel gegen Borussia Dortmund zum ersten Mal in der Bundesliga für Hertha BSC und trug gleich eine Torvorlage bei. Am 14. April 2007 folgte gegen den VfL Bochum schließlich Edes erstes Bundesliga-Tor. Insgesamt spielte er in diesem Jahr 15-mal für die 1. und zusätzlich auch noch für die 2. Mannschaft. In der Saison 2007/08 wechselte er dann fest in den Bundesligakader, kam allerdings nur noch zu vier Kurzeinsätzen. Nach der Saison wechselte Ede zum Absteiger MSV Duisburg in die 2. Bundesliga, bei dem er einen Dreijahresvertrag unterschrieb.
Im Januar 2010 wechselte Ede zum 1. FC Union Berlin. Am ersten Spieltag der Saison 2010/11 erzielte er beim 2:2-Unentschieden gegen Alemannia Aachen sein erstes Tor für die Unioner.
Zur Saison 2012/13 wechselte Ede zum Bundesligisten 1. FSV Mainz 05, bei dem er einen bis zum 30. Juni 2016 befristeten Vertrag unterschrieb. In der Winterpause der Saison 2013/14 wechselte er bis zum Saisonende auf Leihbasis in die 2. Bundesliga zum 1. FC Kaiserslautern. Zur Saison 2014/15 kehrte er zunächst nach Mainz zurück und wurde kurz vor Saisonstart für ein Jahr mit Kaufoption an den zyprischen Erstligisten Anorthosis Famagusta ausgeliehen.
Im Sommer 2015 kehrte Ede zunächst nach Mainz zurück und absolvierte vier Partien mit der zweiten Mannschaft in der 3. Liga. Am 27. August 2015 wechselte er in die niederländische Eredivisie zum FC Twente Enschede, bei dem er einen bis zum 30. Juni 2017 laufenden Zweijahresvertrag erhielt. Nachdem der Vertrag bei Twente ausgelaufen und eine Verlängerungsoption vom Verein nicht genutzt worden war, schloss er sich im Juni 2017 Bangkok United in Thailand an.
Am Ende des Jahres kehrte er nach Deutschland zurück und unterschrieb einen Vertrag beim Berliner Regionalligisten VSG Altglienicke. Dort beendete er im Sommer 2019 seine aktive Fußballer-Karriere.

## Privat
Chinedu Ede besuchte das Lessing-Gymnasium in Berlin-Wedding bis zur zehnten Klasse und wechselte im Sommer 2004 auf die Poelchau-Gesamtschule, eine von drei Eliteschulen des Sports in Berlin.
Sein Bruder Chima Ede ist Rapper und Songwriter.

## Erfolge
- U-21-Europameister 2009 (ohne Einsatz)